# مولودية بريكة
نادي مولودية بريكة أو مولودية بلدية بريكة بالفرنسية : Mouloudia Baladiet Barika أو كما يعرف عند العامة بالنادي الابيض هو نادي كرة قدم جزائري يتمركز في مدينة بريكة ولاية بريكة و هو نادي فتي و جديد تأسس سنة 2014 و يلعب في الرابطة الوطنية لكرة القدم للهواة و قد صعد لها في صيف سنة 2022 حيث كان يلعب في الرابطة الجهوية الأولى لكرة القدم
و ألوان الفريق هما اللون الأصفر و الابيض و اللون الأسود

## التاريخ
ابرز محطات النادي
• تأسس نادي مولودية بلدية بريكة صائفة 2014 بفكرة واقتراح من مجموعة من الرياضيين الشباب في بريكة واختاروا الشيخ رشيد صالحي رئيسا للنادي ليكون أول رئيس في تاريخ النادي.
• انخرط الفريق في البطولة الولائية موسم 2014-2015 : وحقق الصعود الى القسم الشرفي بعد صراع مع فريق إتحاد مروانة وبمجموعة من اللاعبين الشباب .
• في القسم الشرفي 2015-2016 : نافس الفريق من أجل الصعود لكن الفريق احتل المركز الثاني وراء نادي تازولت الذي حقق الصعود آنذاك ..
• موسم 2016-2017 : حقق الفريق الصعود الى قسم الجهوي الثاني بعد منافسة كبيرة مع نادي عين ياقوت .
• موسم 2017-2018 : شارك الفريق في بطولة الجهوي الثاني محققا الصعود الى القسم الجهوي الأول بعد منافسة شرسة مع فريق إتحاد حمام الضلعة .
• في موسم 2018-2019 : شارك الفريق في القسم الجهوي الأول لرابطة باتنة والذي يعد من أرهق المواسم على المولودية حيث احتل الفريق المرتبة الثانية محققا بذلك صعودا تاريخيا الى قسم ما بين الرابطات رفقة نادي تازوغارت الذي احتل المرتبة الأولى .
• موسم 2019-2020 : انخرط الفريق في بطولة مابين الرابطات -شرق- وهي البطولة التي لم تكتمل جولاتها وتوقفت قبل أربع جولات من إسدال الستار عنها بسبب انتشار فيروس - كوفيد 19 - وفي قرار مجحف تقرر إسقاط الفريق الى قسم الجهوي الأول لرابطة باتنة .
• 2022-2021 : احتل الفريق المركز الأول في بطولة الجهوي الأول لرابطة باتنة محققا الصعود عن جدارة واستحقاق وقبل نهاية الموسم بجولة واحدة ليصبح اول نادي في مدينة بريكة يصل الى القسم الثالث في موسم شهد تنافس 4 فرق ان ذاك على الصعود

## انجازات الفريق
ابرز انجازات الفريق في اخر عقد من الزمن كان تحقيق الصعود لخمس مرات في تاريخ النادي ، 3 منها كانت على التوالي ، والوصول لدور 16 من كأس الجمهورية سنة 2022 بقيادة عصام خوجة و نخبته من اللاعبين في سابقة تاريخية هي الأولى للنادي بشكل خاص و لمدينة بريكة بشكل عام و في عام 2024 صعد النادي للدور الثاني والثلاثين للمرة الثانية في تاريخه

## المنشأت والمرافق الرياضية:
الملعب الرسمي للفريق هو ملعب الشهيد غالمي محمد الصالح بسعة اجمالية تصل الى 5200 مقعد وقد شهد تحقيق جميع انجزات الفريق عليه

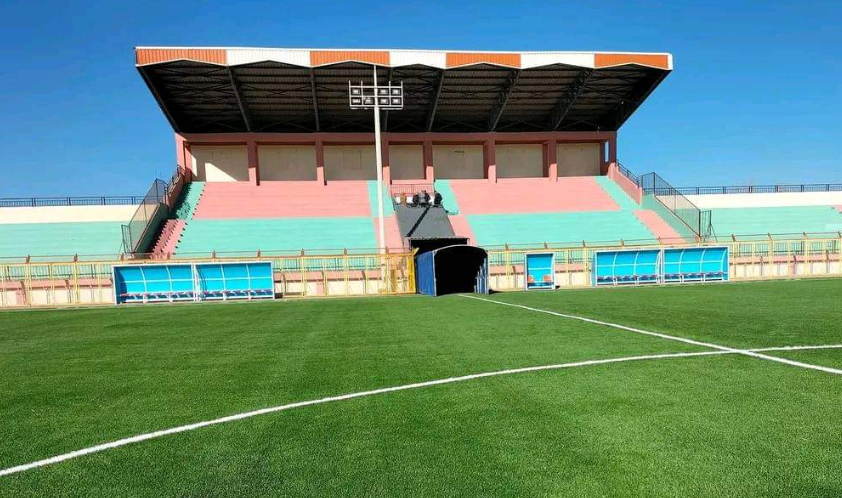
ملعب غالمي محمد الصالح بريكة

### الفئات الشبانية:
لطالما اهتم النادي بفئة الشباب و قد تخرج العديد من المواهب لفئة الاكابر من مولودية بريكة نذكر منهم لا الحصر اللاعب محمود حساني الذي ساهم بشكل كبير في مساعدة النادي لتحقيق الصعود الخامس له من القسم الجهوي الاول الى مابين الرابطات و اللاعب فارس معيريف قلب الدفاع و ميدون سيف الاسلام و خلاف بلال ومحمد يحياوي وغيرهم من الاسماء و لا زالت الفئات الشبانية تعتبر الخزان الاساسي لنادي الابيض .

## داربي الحضنة:
يعتبر الداربي البريكي حدث هام ينتضره جميع سكان المنطقة من برهوم الى باتنة ومن بوطالب الى امدوكال نظراً لشحنة والمعة التي يقدمها الفريقين في هذا اللقاء وللمولودية نصيب الاسد في عدد الفوز فقد حقق النادي انتصارين على الجارة مقابل خسارة وحيدة وتعادلين وتعتبر نتيجة 2-1 في موسم 2018-2019 اكبر نتيجة في داربي الحضني لصالح مولودية بريكة .